# Jonathan Clayden
Jonathan Clayden (* 1968 in Kampala) ist ein britischer Chemiker (Organische Chemie) und Hochschullehrer an der University of Bristol.
Clayden wuchs in Essex auf, studierte an der Universität Cambridge und wurde dort 1992 bei Stuart Warren mit einer Dissertation über asymmetrische Synthese mit Phosphanoxiden promoviert. Als Post-Doktorand war er bei Marc Julia an der École normale supérieure. 1994 wurde er Lecturer in Organischer Chemie an der University of Manchester, an der er 2000 Reader und 2001 Professor wurde. Seit 2015 ist er Professor in Bristol.
Er befasst sich mit asymmetrischer Synthese, Stereochemie und Konformation, Atropisomerie (wobei er neue Klassen von Verbindungen mit Atropisomerie fand mit Anwendung als chirale Liganden), langreichweitige Stereo-Kontrolle, Lithiumorganischen Verbindungen und deren Nutzung in der Synthese. Insbesondere befasste er sich mit gezielter Synthese von Molekülen mit vorgegebener Form (Foldamere), insbesondere solche, die biologisch aktiv sind, indem sie etwa die Form von Zellrezeptoren simulieren. Er untersuchte auch funktionale Gruppen mit eingeschränkter Rotation, speziell Harnstoff-Derivaten und Amide. Mit Warren und Nick Greeves schrieb er ein Lehrbuch der Organischen Chemie.
Von 2005 bis 2011 war er Herausgeber der Open-Access-Zeitschrift Beilstein Journal of Organic Chemistry.
Er ist Fellow der Royal Society of Chemistry, die ihm 2003 die Corday-Morgan-Medaille verlieh. 2022 wurde Clayden zum Mitglied der Academia Europaea gewählt, 2025 zum Mitglied der Royal Society.

## Schriften
- mit Nick Greeves, Stuart Warren: Organic Chemistry, Oxford University Press,  2. Auflage 2012. ISBN 978-0-19-927029-3 (1. Auflage 2001 mit Peter Wothers)
  - Deutsche Übersetzung: Organische Chemie, Springer Spektrum 2013, ISBN 3642347150
- Organolithiums: Selectivity for Synthesis. Oxford: Pergamon Press 2002